# Vodní nádrž Pastviny
Přehradní nádrž Pastviny se nachází ve stejnojmenné obci Pastviny v podhůří Orlických hor, asi 7 km východně od Žamberka. Napájí ji řeka Divoká Orlice. Přehrada se stavěla v letech 1933–1938. V zatopené oblasti muselo být zbouráno
74 domů (obytné domy, obchody, škola atd.). Vodní plochu překlenuje železobetonový viadukt se dvěma oblouky, po němž prochází silnice II/312 spojující města Žamberk a Králíky.
Cena celé stavby dosáhla 40 milionů Kč.
V letech 2000–2006 probíhala modernizace vnitřního vybavení elektrárny a řídícího systému.
V roce 2021 byla ohlášena plánovaná rekonstrukce koruny hráze s předpokládaným trváním od června 2021 do listopadu 2022. Součástí plánu byla přestavba a rozšíření silnice a vybudování chodníků.
Přehrada vyrábí elektrickou energii, chrání před povodněmi a slouží k rekreaci. Největší zátokou je Studenecká zátoka.

## Spotřeba při stavbě
Při stavbě bylo spotřebováno:
- 109 000 m³ stavebního kamene
- 7 000 m³ říčního písku
- 1 000 m³ jílu
- 1 500 q stavebního dříví
- 126 000 q cementu
- 12 000 kg dynamitu a jiných trhavin
- 890 000 kWh elektrické energie

## Vodní elektrárna
Vodní elektrárna byla uvedena do provozu v roce 1933. Původně byla vybudována jako přečerpávací, v době dostavby byla v Československu největší elektrárnou tohoto druhu a první elektrárnou bez stavby strojovny (soustrojí bylo umístěno venku). Naposledy byla v čerpadlovém provozu 9. 3. 1964, od té doby pracuje pouze v průtočném režimu. V roce 2000–2003 a v roce 2006 proběhla modernizace elektrárny.
- denní výroba energie: 69 tis. kWh
- roční výroba energie: 5,5 tis. MWh
- hltnost: 12 m³/s
- výkon 3 MW
- turbína: 1x Francisova turbína

## Fotogalerie

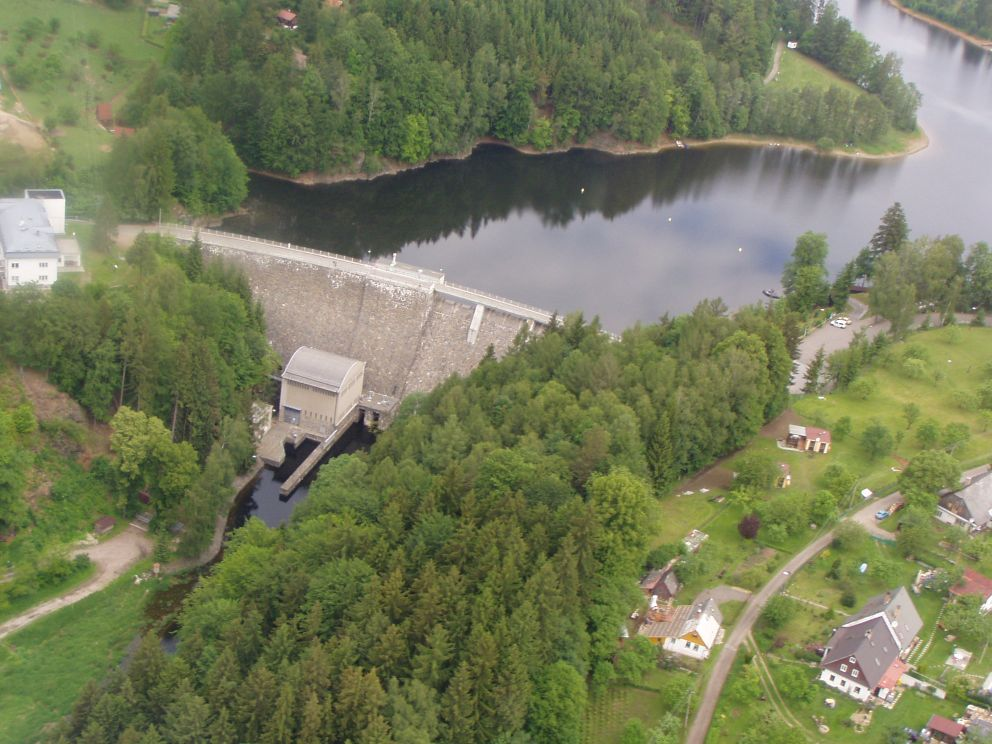
Hráz od jihovýchodu
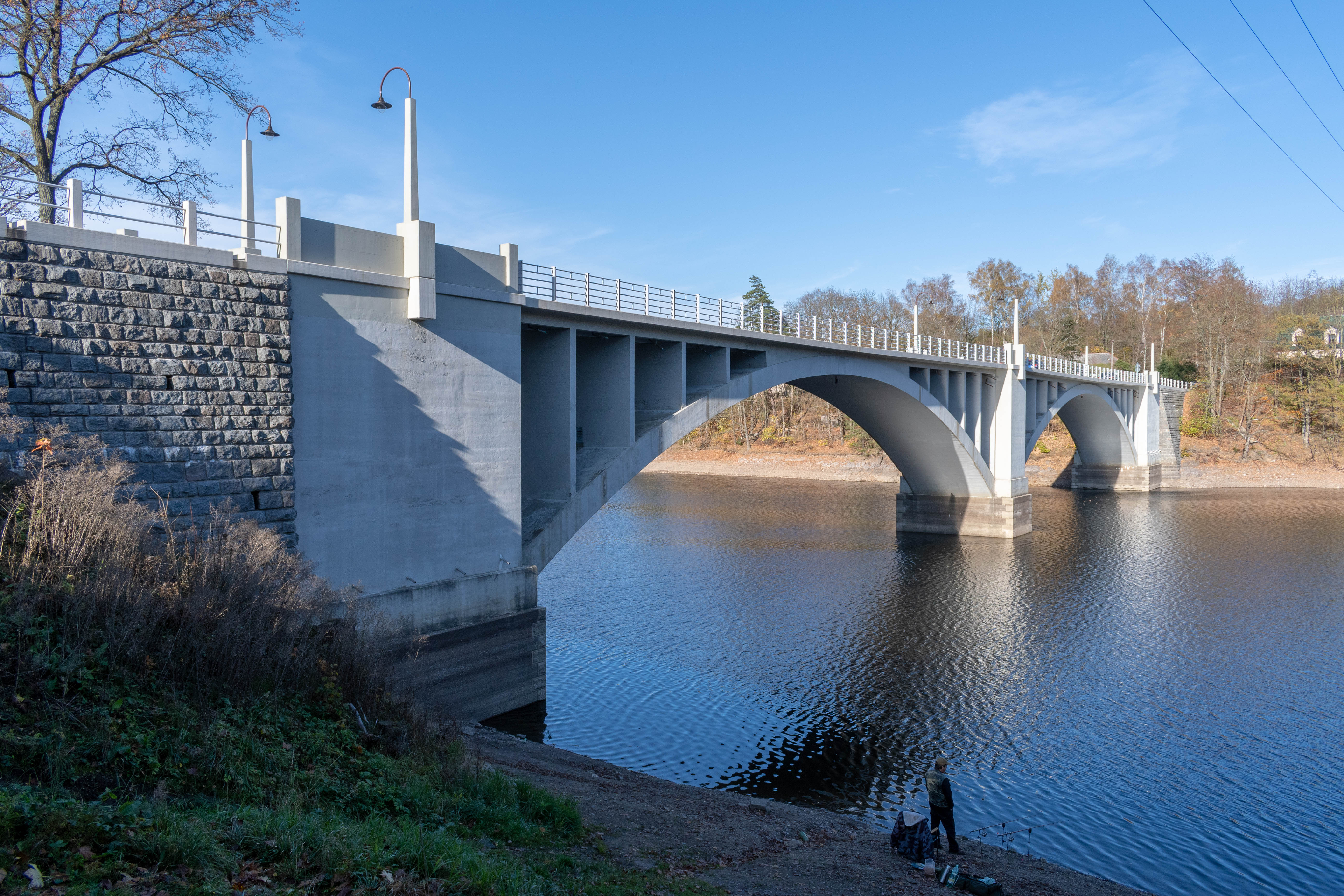
Most se silnicí II. třídy 312
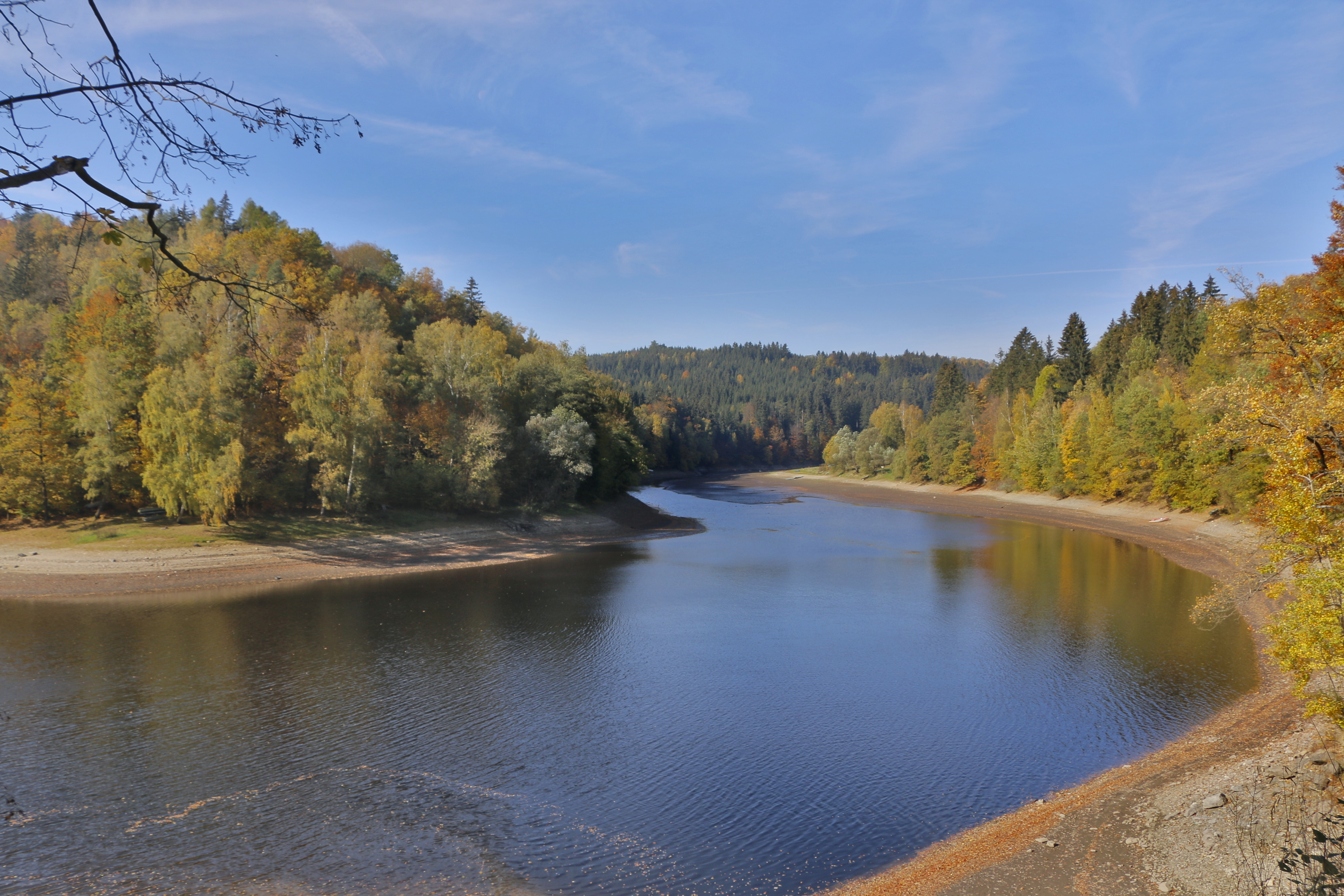
Částečně vypuštěná přehrada
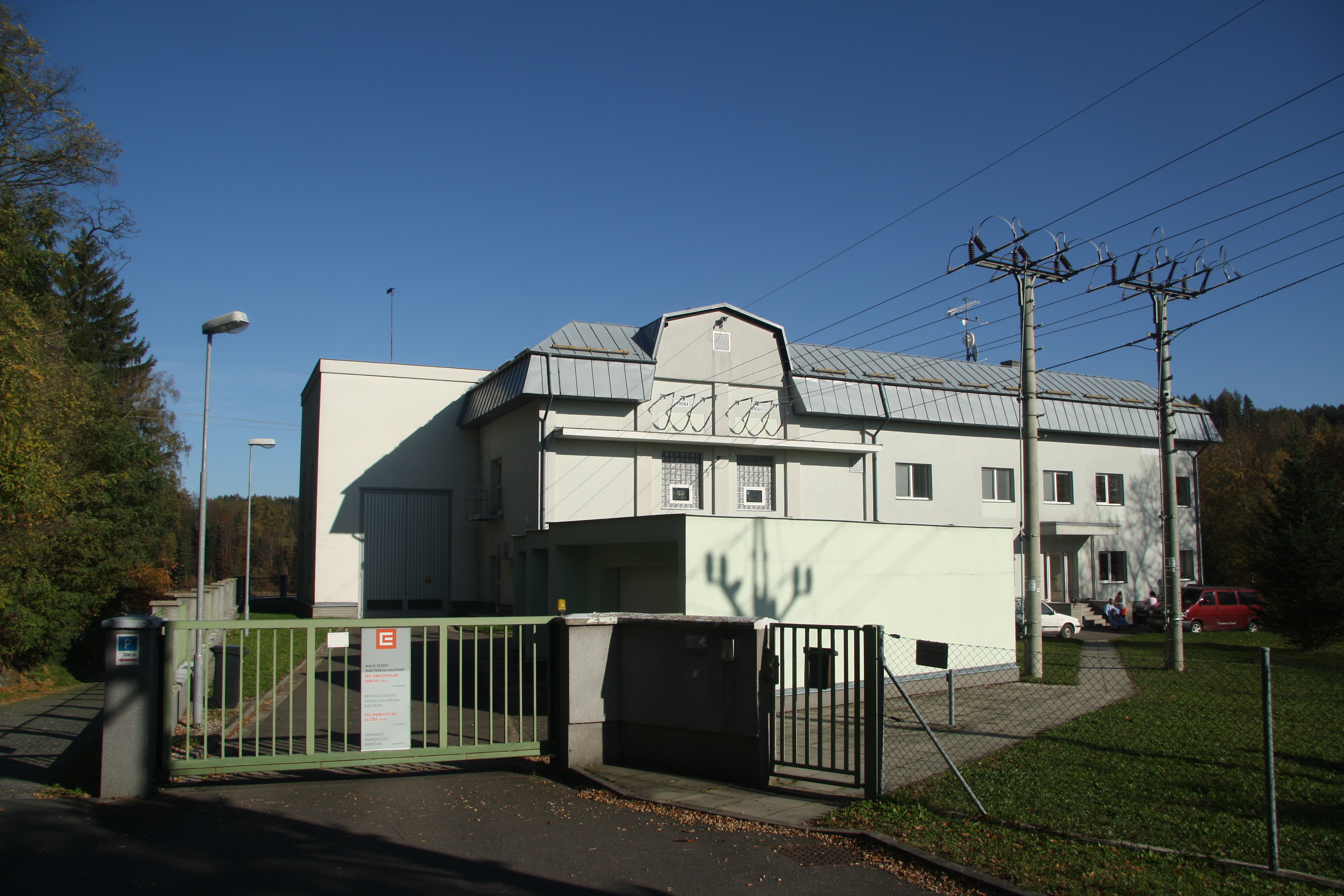
Elektrárna
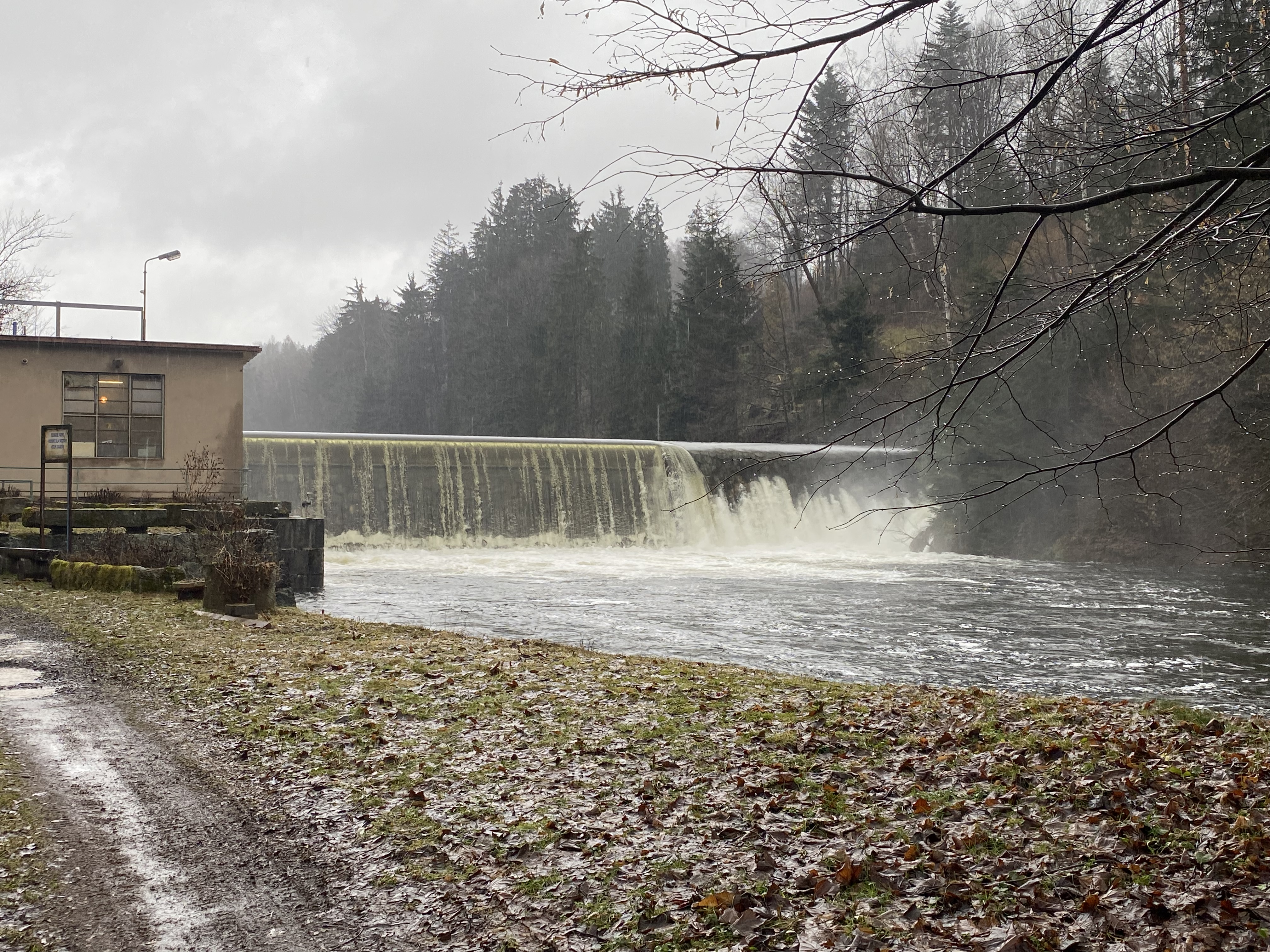
pohled na přehradu v. n. Pastviny II.